# Юй Янъи
Юй Янъи́ (кит. упр. 余泱漪, пиньинь Yú Yāngyī; 8 июня 1994, Хуанши) — китайский шахматист, гроссмейстер (2009).

## Карьера
Чемпион мира среди мальчиков до 10 лет (2004 — Ираклион).
В составе сборной Китая участник 8-го командного чемпионата мира (2011) в Нинбо. 
Чемпион Азии по шахматам (2014).
Занял 3 место на чемпионате мира по рапиду 2023.

## Изменения рейтинга
| График не отображается по техническим причинам. Чтобы исправить это, воспроизведите график в новом формате, если это возможно. |